# Giancarlo De Cataldo
Pour les articles homonymes, voir Cataldo.
Giancarlo De Cataldo, né le 7 février 1956 à Tarente, chef-lieu de la province homonyme, est un romancier, dramaturge, essayiste, scénariste et magistrat italien, auteur de roman policier.
Son roman le plus connu, Romanzo criminale (2002), qui vaut à son auteur le prix du polar européen, est adapté par Michele Placido au cinéma dans un film au titre éponyme en 2006.

## Biographie
Giancarlo De Cataldo quitte sa région natale en 1973 et s'installe à Rome où, après ses études de droit, il est nommé juge à la cour d'assises.
Parallèlement à son activité de magistrat, il est écrivain, dramaturge, scénariste pour le cinéma et la télévision. Il collabore également aux journaux La Gazzetta del Mezzogiorno, Il Messaggero, Il Nuovo, Paese Sera.
Son premier roman, Nero come il cuore est publié en 1989 et adapté en téléfilm, deux années plus tard, par Maurizio Ponzi, sous le même titre.
En 2002 paraît Romanzo criminale. Traduit en français en 2006, ce roman policier historique obtient un franc succès en Italie auprès du public et de la critique. Il évoque Rome à la fin du XXe siècle et les méfaits commis par la bande de truands de la Magliana dans la capitale italienne durant quinze années, de 1978 à 1992. Giancarlo De Cataldo livre une suite à ce roman, La Saison des massacres (Nelle mani giuste), publié en 2007 (traduction française en 2008). Deux des principaux protagonistes, déjà présents dans Romanzo criminale, le commissaire Scialoja et Patrizia, l’ex-prostituée dont il est toujours amoureux, sont au cœur des relations complexes de l'État italien avec la Mafia et de l'Opération Mains propres dans les années 1990.
Outre la Trilogia criminale, qui inclut les récits policiers Nero come il cuore, Onora il padre. Quarto comandamento et Teneri assassini, il publie d'autres romans qui n'appartiennent pas toujours au genre policier, comme Le Père et l'Étranger (Il padre e lo straniero, 1997) et Les Traîtres (I traditori, 2010), Giancarlo De Cataldo publie des essais et plusieurs nouvelles, notamment pour huit recueils collectifs.
En 1997, il réunit les textes et préface l'anthologie La legge dei figli, écrite pour les soixante ans de la constitution italienne par 16 auteurs, tous fonctionnaires de la justice italienne : magistrats, représentants des forces de l'ordre...  (ISBN 978-88-8237-156-2). Il récidive en 2008 avec l'anthologie Petits crimes italiens (Crimini italiani).
Passionné depuis son adolescence pour les écrits et les chansons de Leonard Cohen, qu'il a rencontré chez un disquaire de sa ville natale en 1972, Giancarlo de Cataldo a traduit, conjointement avec Damiano Abeni, deux recueils de poésie de l'artiste canadien, Flowers for Hitler et The Energy of Slaves, publiés sous le titre L'energia degli schiavi en 2003 à Rome, chez l'éditeur Minimum fax.  (ISBN 88-8776-582-0)

## Œuvres

### Romans

#### SérieCommissaire Scialoja
- Romanzo criminale, Turin : Einaudi, 2002, 632 p.   (ISBN 978-88-0616-096-8) Publié en français sous le titre Romanzo criminale, traduit par Catherine Siné et Serge Quadruppani. Paris : Métailié, 2006, p. 584  (ISBN 978-2-86424-562-9) ; réédition, Paris, Éditions du Seuil, coll. « Points. Policier » no 1679, 2007, p. 731  (ISBN 978-2-75780-312-7) ; réédition, Paris, Seuil, coll. « Points », 2015, p. 731  (ISBN 978-2-7578-5002-2)
- Nelle mani giuste, Turin : Einaudi, 2007, p. 340  (ISBN 978-88-06-18539-8) Publié en français sous le titre La Saison des massacres, traduit par Serge Quadruppani. Paris : Métailié, 2008, p. 297  (ISBN 978-2-86424-663-3) ; réédition, Paris, Seuil, coll. « Points. Policier » no 2256, 2009  (ISBN 978-2-7578-1546-5)

#### SérieTrilogia criminale
- Nero come il cuore, Milan : Interno Giallo, 1989, p. 183  (ISBN 978-88-0617-232-9). Nouvelles éditions : Giallo Mondadori, 2001, Turin : Einaudi, 2006
- Onora il padre. Quarto comandamento, Giallo Mondadori, 1999 (écrit sous le pseudonyme de John Giudice). Nouvelle édition : Turin : Einaudi, 2008, p. 185  (ISBN 978-88-06-18695-1)
- Teneri assassini, Turin : Einaudi, 2000, 161 p.   (ISBN 978-88-06-17981-6)

#### Autres romans
- Contessa, Pavie : LIBER Internazionale, 1993, p. 252  (ISBN 978-88-8004-017-0)
- Il padre e lo straniero, Rome : Manifestolibri, 1997, p. 100  (ISBN 978-88-7285-131-9). Nouvelles éditions : Rome : Manifestolibri, 2000, Rome : Edizioni e/o, 2004 Publié en français sous le titre Le Père et l'Étranger, traduit par Paola De Luca et Gisèle Toulouzan, Paris : Métailié, 2011, p. 142  (ISBN 978-2-86424-761-6)
- I giorni dell'ira. Storie di matricidi, Milan :Feltrinelli, 1998, p. 136  (ISBN 978-88-0717-029-4) (coécrit avec Paolo Crepet). Nouvelle édition : Milan, Feltrinelli, 2002, p. 141
- Fuoco, Milan : Ambiente, 2007, p. 232  (ISBN 978-88-89-01456-1)
- L'India, l'elefante e me, Milan : Rizzoli, 2008, p. 212  (ISBN 978-88-17-02587-4) (OCLC 799636157)
- La forma della paura, Turin : Einaudi, 2009, p. 260 (écrit en collaboration avec Mimmo Rafele Publié en français sous le titre La Forme de la peur, traduit par Serge Quadruppani. Paris : Métailié, 2011, p. 206  (ISBN 978-2-8642-4717-3)
- I traditori, Numeri Primi, 2010, p. 582  (ISBN 978-88-66-21314-7) Publié en français sous le titre Les Traîtres, traduit par Serge Quadruppani, Paris : Métailié, 2012, p. 508  (ISBN 978-2-8642-4851-4) ; réédition, Paris, Seuil, coll. « Points. Les Grands Romans » no 3004, 2013  (ISBN 978-2-7578-3363-6)
- Io sono il Libanese, Einaudi, 2012  (ISBN 978-88-06-21109-7) Publié en français sous le titre Je suis le Libanais, traduit par Paola De Luca et Gisèle Toulouzan, Paris : Métailié, 2014, p. 132  (ISBN 978-2-86424-957-3)
- Suburra, co-écrit avec le journaliste Carlo Bonini, Einaudi, 2013.  (ISBN 978-88-06-21527-9).Publié en français sous le titre Suburra, traduit par Serge Quadruppani, Paris : Métailié, 2016, p. 480  (ISBN 979-10-226-0148-1)
- Nell'ombra e nella luce, Einaudi 2014  (ISBN 978-88-06-22184-3)
- La notte di Roma, avec Carlo Bonini, Torino, Einaudi, 2015.  (ISBN 978-88-06-22777-7). Publié en français sous le titre Rome brûle, traduit par Serge Quadruppani, Paris : Métailié, 2016, p. 304  (ISBN 979-10-226-0513-7)
- L'agente del caos, Torino, Einaudi, 2018.  (ISBN 978-88-06-23763-9).Publié en français sous le titre L'Agent du chaos, traduit par Serge Quadruppani, Paris : Métailié, 2019, p. 320  (ISBN 979-10-226-0835-0)
- Alba nera Rizzoli/Mondadori Libri, 2019. Publié en français sous le titre Alba nera, traduit par Serge Quadruppani, Paris : Métailié, 2022, p. 272  (ISBN 979-10-226-1188-6)
- Io sono il castigo Einaudi, 2020. Publié en français sous le titre Je suis le châtiment, Paris : Métailié, 2023

### Anthologies et recueils de nouvelles
- Camici bianchi e impronte digitali : la medicina nella letteratura gialla, Rome : Pensiero Scientifico Editore, 1992, p. 307  (ISBN 978-8-8700-2528-6) (coécrit avec Tiziana Pomes)
- Killers & Co., Milan : Sonzogno Editore, 2003. Récits inédits, dont un de Giancarlo De Cataldo, des meilleurs auteurs italiens contemporains de roman policier
- 10 storie per la pace, Casale Monferrato : Piemme, 2003, p. 159 Récits inédits, dont un de Giancarlo De Cataldo
- Viva l'Italia, Rome : Fandango Libri, 2004, p. 126  (ISBN 978-8-8875-1746-0). Recueil de 11 nouvelles, dont une de Giancarlo De Cataldo
- Crimini, Turin : Einaudi, 2005, p. 385  (ISBN 978-8-8061-7576-4). Nouvelles de Niccolò Ammaniti, Andrea Camilleri, Massimo Carlotto, Sandrone Dazieri, Diego De Silva (it), Giorgio Faletti, Marcello Fois, Carlo Lucarelli, Antonio Manzini et Il bambino rapito dalla Befana de Giancarlo De Cataldo Publié en français sous le titre Petits crimes italiens, traduit par François Rosso. Paris : Grasset, 2007, p. 410  (ISBN 978-2-246-70431-7)
- The Dark Side, Turin : Einaudi, 2006, p. 518 2006,  (ISBN 978-8-8061-8320-2). 19 récits d'auteurs américains, écossais et italiens, James Ellroy, Eraldo Baldini (it), Carlo Lucarelli, James Crumley, Giovanni Arduino, Jeffery Deaver, Piero Colaprico, James Grady, James W. Hall, Stephen King, Giampiero Rigosi, Ed McBain, Flavio Soriga (it), Ian Rankin, Simona Vinci, Robert Silverberg, Wu Ming, F.X. Toole et Giancarlo De Cataldo
- Omissis, Turin : Einaudi, 2007, p. 500  (ISBN 978-8-8061-8403-2). 11 récits, dont Una terra promessa, un mondo diverso, de Giancarlo De Cataldo
- Crimini italiani, Turin : Einaudi, 2008, p. 538  (ISBN 978-8-8061-9002-6). Anthologie de nouvelles de Massimo Carlotto, Gianrico Carofiglio, Sandrone Dazieri, Diego De Silva, Giorgio Faletti, Marcello Fois, Carlo Lucarelli, Loriano Macchiavelli, Giampaolo Simi, Wu Ming et Neve sporca, de Giancarlo De Cataldo Publié en français sous le titre Petits crimes italiens, traduit par François Rosso. Paris : Grasset, 2007  (ISBN 978-2-246-70431-7) ; réédition, Paris, Points coll. « Roman noir » no 2536, 2011, p. 464  (ISBN 978-2-7578-2187-9)
- Giudici, Turin : Einaudi, 2011, p. 147. Trois nouvelles signées respectivement Andrea Camilleri, Giancarlo De Cataldo et Carlo Lucarelli Publié en français sous le titre Les Juges : trois histoires italiennes, traduit par Serge Quadruppani, Paris, éditions Fleuve noir, 2012  (ISBN 978-2-265-09697-4)

### Essais
- Minima criminalia : storie di carcerati e carcerieri, Rome : Manifestolibri, 1992, p. 118  (ISBN 978-88-72-85013-8). Nouvelles éditions, Rome : Manifestolibri, 2000, 2006, 126 p.   (ISBN 978-88-72-85437-2)
- Mi riguarda, Rome : Tascabili e/o, 1994, p. 128  (ISBN 978-88-764-1220-2). Ouvrage collectif sur le handicap infantile
- Terroni, Rome : Theoria, 1995, p. 137  (ISBN 978-88-2410-409-8). Nouvelle édition : Pavie : Sartorio, 2006.

### Théâtre
- Acido fenico : ballata per Mimmo Carunchio camorrista, Lecce : Piero Manni Srl, 2001, p. 71  (ISBN 978-88-8176-197-5)
- GUL - uno sparo nel buio, Lecce/Göteborg (2017) :  coécrit avec Gemma Hansson Carbone, Riccardo Festa (http://www.teatrokoreja.it/koreja/produzioni.php?actionToDo=showProductionSheet&id=980)

### Bande dessinée en version originale
- Un sogno turco, Biblioteca Univ. Rizzoli, p.   (ISBN 978-88-17-02523-2). Dessins de Giuseppe Palumbo et texte de Giancarlo De Cataldo

## Filmographie
Comme acteur
- 2006 : Romanzo criminale (le juge)

Comme scénariste
- 1991 : Nero come il cuore (TV)
- 2004 : Paolo Borsellino (TV)
- 2006 : Romanzo criminale (coscénariste avec Stefano Rulli, Sandro Petraglia et Michele Placido)

### Télévision
- 2006 : Romanzo criminale (inspiré par son roman éponyme)

## Distinctions
- 2003 : Prix Scerbanenco, pour Romanzo criminale[3]
- 2006 : Prix du polar européen, pour Romanzo criminale[4]
- 2006 : Prix David di Donatello du meilleur scénario, pour Romanzo criminale, conjointement avec Stefano Rulli, Sandro Petraglia et Michele Placido[5]

## Autres articles
- Nouvelle épique italienne